# 서상록 (1940년)
서상록(徐相祿, 1940년 9월 10일~2024년 10월 21일)는 대한민국의 금융인이며, 중소기업연구원 원장과 인천전문대학 학장을 지냈다.

## 학력
- 부산중학교 졸업
- 1959년 부산고등학교 졸업
- 1963년 서울대학교 상과대학 경제학과 졸업
- 1965년 서울대학교 경제대학원 졸업
- 1987년 미국 일리노이대학교 대학원 석사
- 1990년 미국 일리노이대학교 대학원 경영경제학 박사

## 경력
- 1964년 ~ 1973년 한국산업은행 조사부 입사
- 1971년 독일 Dresdner Bank 연수
- 1973년 삼성그룹 비서실 기획팀 팀장
- 제일합섬 판매관리실 실장
- 삼성물산 봉제판매본부 본부장
- 1978년 삼성물산 이사
- 1979년 동방생명보험 이사
- 1980년 ~ 1983년 동방생명보험 감사
- 1983년 봉명그룹 봉명에너지 부사장
- 1984년 동창실업 대표이사 부사장
- 1990년 대외경제정책연구원 초청연구원
- 1991년 국민가계경제연구소 소장
- 1991년 국은경제연구소 소장
- 1996년 7월 ~ 1997년 3월 중소기업연구원 부원장
- 1997년 3월 ~ 1998년 2월 중소기업연구원 원장
- 1998년 3월 ~ 1999년 6월 국민은행 상무이사
- 1999년 6월 ~ 2000년 4월 국민은행 경영전략본부 본부장 상무이사
- 2000년 5월 인천전문대학 학장
- 2003년 9월 신한은행 사외이사

## 저서
- 일본기업의 해외직접투자와 국제화전략
- 한국인의 소비생활(편)
- 우리경제 이렇게 해 봅시다
- Trade Market Structure & Performance in a Small Developing Company : Some Empirical Evidence for the Korean Manufacturing Industries

## 가족 관계
- 배우자: 이춘재(李春載, 1941년 6월 2일 ~ )
  - 장녀: 서승리
  - 차녀: 서명리
  - 삼녀: 서경리